# Kongogräuel
Als Kongogräuel werden die mit systematischer Grausamkeit betriebene Ausplünderung und Ausbeutung  des sogenannten Kongo-Freistaats bezeichnet, der zwischen 1885 und 1908 eine Privatkolonie des belgischen Königs Leopold II. war. Von der Société générale de Belgique und anderen Unternehmen geführte Konzessionsgesellschaften, deren Hauptaktionär der Freistaat und damit der König selbst waren, trieben damals die Kautschukgewinnung mittels Sklaverei und Zwangsarbeit voran. Dabei kam es massenhaft zu Geiselnahmen, Morden, Verstümmelungen und Vergewaltigungen sowie als direkte Konsequenz zu Hungersnöten, Krankheiten und einer sinkenden Geburtenrate. Die Bevölkerungszahl der belgischen Kongokolonie halbierte sich möglicherweise. Schätzungen schwanken zwischen 1,5 und 13 Millionen Opfern.
Weltweit publik gemacht wurden die Gräuel des belgischen Kolonialregimes durch eine internationale Kampagne des britischen Menschenrechtsaktivisten Edmund Dene Morel und einen offiziellen Bericht des britischen Konsuls Roger Casement. Die erste Menschenrechtskampagne des 20. Jahrhunderts führte dazu, dass die Privatkolonie des Königs vom belgischen Staat übernommen wurde, der die schlimmsten Missstände, wenn auch nicht alle, abstellte.

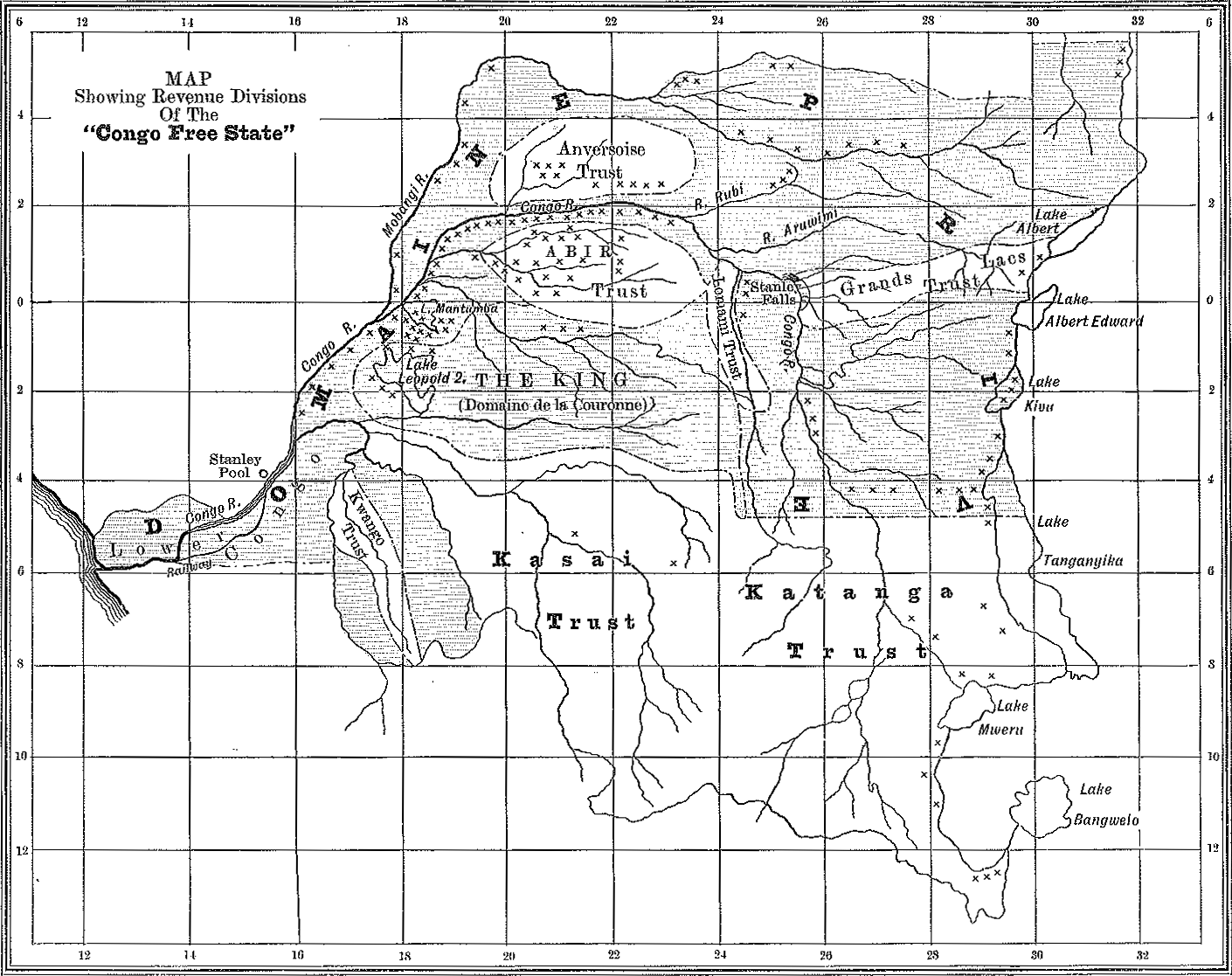
Gebiete der Konzessionsgesellschaften im Kongo-Freistaat. Karte aus einem Werk von 1906 von E. D. Morel.

Ein Vater starrt auf die kleine Hand und den Fuß seiner fünfjährigen Tochter, die von „Wachen“ zur Eintreibung von Kautschuk getötet wurde – die bildkräftige Fotografie Nsala of Wala in the Nsongo District (Abir Concession) von Alice Seeley Harris.

## Vorgeschichte
König Leopold II. berief im September 1876 in Brüssel eine geographische Konferenz ein, um die Erforschung des Kongos voranzutreiben. Auf dieser Konferenz wurde außerdem die Gründung der Internationalen Afrika-Gesellschaft (IAG) beschlossen, die die humanitäre und wissenschaftliche Arbeit in Afrika koordinieren sollte. Im Jahre 1879 wurde der belgische Anteil an der IAG durch die Internationale Kongo Gesellschaft (IKG) ersetzt, welche die ökonomische Erschließung des Kongobeckens als Ziel hatte. Die Internationale Kongo-Gesellschaft war maßgeblich an der Erschließung des Kongos beteiligt. Mit einheimischen Herrschern wurden Verträge geschlossen, in welchen diese sich verpflichteten, ihr Land an die IKG abzutreten. Die IKG errichtete auf dem von ihnen erworbenen Land Handelsstationen, ließ Flüsse schiffbar machen und Straßen bauen. Auf der Kongo-Konferenz von 1884/85 in Berlin wurde das Kongobecken mitsamt seinem Hinterland der Internationalen Kongo-Gesellschaft zugesprochen. Da Leopold II. bereits vorher sämtliche Anteile der Gesellschaft aufgekauft hatte, war er deren alleiniger Eigentümer. Somit nahm die Kolonie eine Sonderrolle ein: Während die anderen Kolonien auf der Welt von einem Staat verwaltet und regiert wurden, war der sogenannte Kongo-Freistaat seit 1885 persönlicher Privatbesitz des Königs.
Aufgrund der steigenden Nachfrage nach Kautschuk entstand der Kautschukboom. Im Kongo-Freistaat fanden sich beste Voraussetzungen für den Kautschukanbau. So schickte auch das deutsche „Kolonial-Wirtschaftliche Komitee“ den Botaniker Rudolf Schlechter im Jahr 1899 auf eine Kautschuk-Expedition u. a. in den Kongo, um die Samen der besten Pflanzen einzusammeln und Anzapfmethoden zu erproben. Es gab hier die größte natürliche Fläche an Bäumen mit Kautschuk-Ranken, auch bekannt als Lianen, überwiegend aus der Gattung Landolphia. Die gleichzeitig in Asien und in der Karibik angelegten Kautschuk-Plantagen würden erst in 20 Jahren rentabel werden, so dass eine zeitlich begrenzte gewinnträchtige Monopolstellung gegeben war. Von nun an überzog ein staatlich eingerichtetes und organisiertes Zwangsarbeitssystem das Land. Bei dem Versuch, maximale Gewinne zu erzielen, machten sich die belgischen Unternehmen schwerer Übergriffe auf die kongolesische Bevölkerung schuldig.

## Verhältnisse im Kongo-Freistaat
Nach dem Erwerb des Kongos wurde dieser in 15 Distrikte mit jeweiligen Unterzonen eingeteilt. Diese wurden von im Kongo ansässigen Generalgouverneuren und einem Vizegouverneur kontrolliert, welche wiederum ihre Befehle aus Belgien bekamen. Um das riesige Gebiet zu kontrollieren, wurden an verschiedenen strategisch wichtigen Punkten (z. B. an Fernhandelsrouten) militärische sowie administrative Posten errichtet. Dies führte zu einer regionalen Unterscheidung der Präsenz der Kolonialherrschaft.
Da es aufgrund der schieren Größe des Gebietes nicht möglich war, dieses durch europäische Truppen und Beamte zu organisieren bzw. zu kontrollieren, warb Leopold II. verschiedene ansässige Warlords, Führer sowie afrikanische Söldner an. Den Höhepunkt fanden diese Anwerbungen in der Gründung der Force Publique. Dies war eine bewaffnete Söldnertruppe mit rund 19.000 afrikanischen Soldaten, welche von europäischen Offizieren geführt wurden.
Ab 1896 wurden Gerichtshöfe (ein Hauptgerichtshof in Boma sowie acht Untergerichtshöfe) gegründet. Nicht zuletzt sollten diese Gerichte eine rechtliche Legitimation der Handlungen der Kolonialadministration bieten. Allerdings wurden auch Konzessionen an weitere Privatfirmen vergeben. In den diesen zugesprochenen Gebieten besaßen diese Unternehmen nicht nur ein Handelsmonopol, sondern übten de facto auch die Gerichtsbarkeit aus. Die dem König nahestehenden Handelsgemeinschaften durften sogar eigenständige Truppen ausheben. Beispiele für solche Unternehmen waren die Abir Congo Company, die Compagnie du Katanga oder die Compagnie des Grands Lacs. Außerdem schlug König Leopold ein riesiges Gebiet von 250.000 km2 als Krondomäne seinem privaten Besitz zu.
Seit 1891 wurden dann verschiedene Dekrete erlassen, welche z. B. dem belgischen König alle noch nicht kultivierten Gebiete direkt zusprachen, Importzölle erhöhten oder auch Pro-Kopf-Steuern etablierten. Diese mussten in Naturalien wie Elfenbein oder Kautschuk abgeleistet werden, was faktisch bedeutete, dass jeder Kongolese eine bestimmte Menge an Naturalien an die Kolonialherrschaft abzugeben hatte. Da jedoch seit 1892 die Jagd auf Elefanten den Kongolesen verboten worden war, bedeutete dies einen indirekten Zwang zur Kautschukernte.
Es entstanden riesige Kautschukplantagen, die die traditionelle Wirtschaftsform zerstörten und die Bevölkerung abhängig von Nahrungsmittellieferungen durch die belgischen Unternehmen machte. Um die Arbeiter zu zwingen, so viel Kautschuk wie möglich zu sammeln, wählten die belgischen Kolonialherren die Geiselhaft als Zwangsinstrument. Ein einfaches Aneinanderketten der Arbeiter war nicht immer praktikabel, weil sie bei der Arbeit auf die Bäume klettern mussten.

## Gräueltaten an der Bevölkerung
Die Gewalttaten gegen die ansässige Bevölkerung waren mannigfaltig. Anlässe für diese gewalttätigen Ausbrüche der Verwaltungsorgane gab es dabei vielfältige. So konnte es von kleinsten Verstößen wie nicht vollständig erreichten Ertragsquoten bis hin zu Aufständen für jegliche vermeintliche Auflehnung oder Nichtbefolgung der Befehle der Machthaber zu brutalen Bestrafungen kommen.
Jedem Dorf wurden Lieferquoten und -fristen auferlegt, entweder in zwei oder in vier Wochen, je nach Entfernung des Dorfes von der nächsten Sammelstelle. Als Gewähr wurden die Frauen als Geiseln genommen. Kamen die Männer zu spät oder lieferten nicht genügend Kautschuk ab, wurden die Frauen umgebracht. Oft starben die Frauen allerdings bereits vorher durch die Entbehrungen in der Geiselhaft. Auch Vergewaltigungen waren an der Tagesordnung. Weigerte sich ein Dorf zu kooperieren, oder gab es dort einen Aufstand, wurde es zerstört, und zum Teil alle Bewohner, Frauen, Männer und Kinder, erschossen.

Die geforderte Kautschukmenge war so hoch, dass sie eigentlich nur durch unablässige Arbeit bei Tag und Nacht gewonnen werden konnte. Wer die geforderte Menge nicht erreichte, galt als faul und wurde hart bestraft. Oft hackten die Männer die gesamte Kautschukranke ab, was mehr einbrachte. Die Ranke jedoch starb ab, so dass die Männer mit der Zeit immer weiter in den Dschungel rücken mussten, um genügend ernten zu können. In Reaktion darauf wurde das Abhacken der Ranke verboten und mit dem Tode bestraft. Die durch die brutale Ausbeutung erzielten Gewinne waren enorm. So stiegen die Aktien einer der beteiligten Firmen, der Anglo-Belgian India Rubber Company (ABIR), von 4,5 Pfund binnen zwei Jahren auf 700, schließlich auf 1000 Pfund.

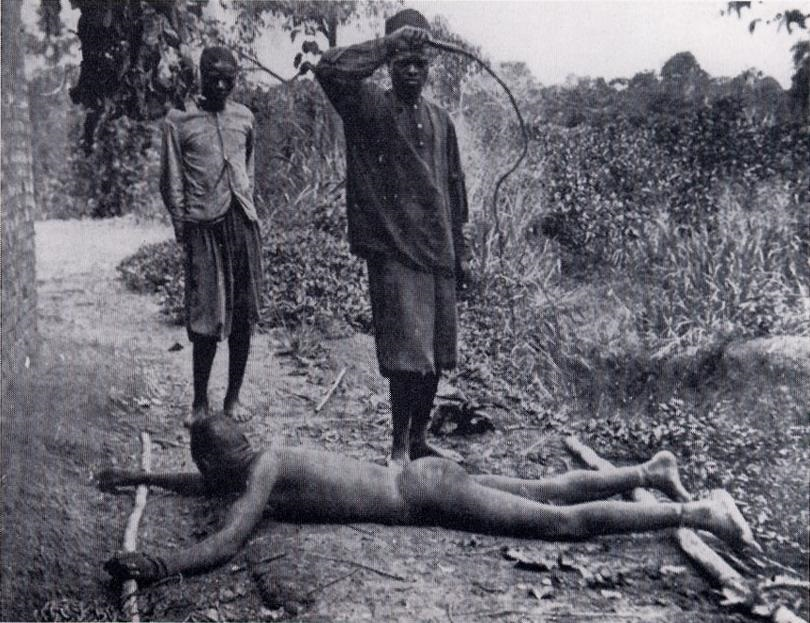
Auspeitschung eines Kongolesen mit der Chicotte, der Nilpferdpeitsche

Wiederholt kam es zu Aufständen und Rebellionen, die jedoch durch die Kolonialarmee des Freistaats, die Force Publique, brutal niedergeschlagen wurden. Neben den Erschießungen kamen auch andere grausame Bestrafungen zum Einsatz. So wurden Arbeiter dadurch bestraft, dass sie kopfüber an Bäumen aufgehängt und dem Tod überlassen wurden. Andere Arten des Malträtierens wie das Durchbohren von Beinen mit Pfeilen wurden z. B. als Strafe für Ehebruch durchgeführt. Häufig wurden die Opfer nach tödlichen Strafen zur Abschreckung öffentlich zur Schau gestellt. So wird über Léon Rom berichtet, der Menschenköpfe als Schmuck für seine Blumenbeete sammelte. Andere Berichte gehen auf Gerüchte über die Aufhängung von Genitalien in Dörfern von in Ungnade gefallenen Arbeitern zurück. Ein weiteres Beispiel der Abschreckung war Kannibalismus an Opfern: So wurde der Fall von Nsala (ein Kongolese, dessen Frau und Tochter verspeist wurden) bekannt. Ein weiteres häufig gebrauchtes Mittel war die Chicotte, die zur körperlichen Züchtigung genutzt wurde. Die Schläge mit dieser Peitsche aus getrockneter und gezwirbelter Flusspferdhaut hinterließen bleibende Narben. Wenige Schläge konnten hierbei zur Bewusstlosigkeit bzw. auch zum Tod führen.

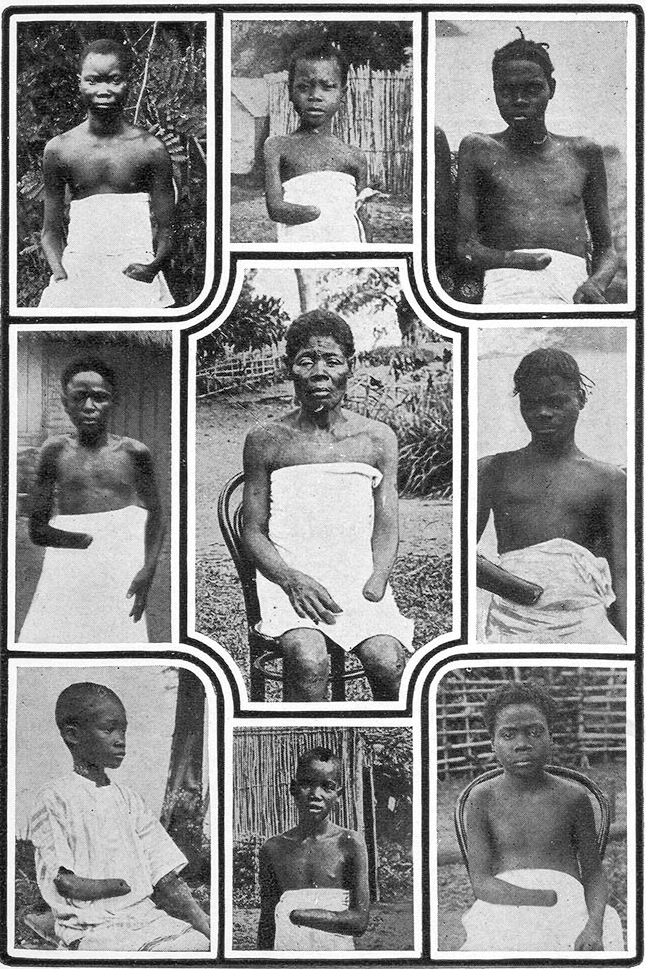
Verstümmelte Kongolesen

Ein anderes häufig angewandtes Zwangsinstrument war das Abhacken, die brutale Amputation der Hände. Die Force Publique bestand aus Schwarzen – nur die Offiziere waren Europäer. Damit die Soldaten mit ihrer Munition nicht auf die Jagd gingen oder sie etwa für einen Aufstand zurückbehielten, musste genau Rechenschaft für jede abgeschossene Patrone gegeben werden. Dies wurde durch die Formel „Für jede Kugel eine rechte Hand“ ‚gelöst‘: Für jede Kugel, die abgeschossen wurde, mussten die Infanteristen den von ihnen Getöteten die rechte Hand abtrennen und sie als Beweis vorlegen. Oftmals wurden Lebenden die Hände abgehackt, um verschossene Munition zu erklären. Die Hände wurden geräuchert, um sie länger haltbar zu machen, da es lange dauern konnte, bis ein weißer Vorgesetzter die Anzahl der Hände kontrollieren konnte. Teilweise wurden an Stelle von Händen auch Nasen eingefordert, um die Arbeitskraft der versklavten Bevölkerung nicht zu schwächen.
Neben diesen Körperstrafen gab es auch viele weitere Strafen, die der Erniedrigung galten. So wird berichtet, dass der Distriktkommissar Jean Verdussen Männern, die nicht die Latrine benutzten, die Gesichter mit Fäkalien einreiben ließ, um sie vor der Truppe aufmarschieren zu lassen und öffentlich zu demütigen. Des Weiteren war das Anketten der Zwangsarbeiter zu Gruppen, häufig am Hals, Alltag.

## Umbruch und Ende des Kongo-Freistaates
Durch einzelne engagierte Missionare, wie William Henry Sheppard, die sich zur Wehr setzten, gelangte das Geschehen im Kongo an die Öffentlichkeit. Auch Joseph Conrads 1899 erschienene Erzählung Herz der Finsternis machte die Zustände im Kongo einer breiten Leserschaft bekannt. Das ganze Ausmaß der Gräuel wurde offensichtlich, als Edmund Dene Morel, ein Angestellter der Reederei, die das Monopol auf den Handel mit dem Kongo-Freistaat hatte, aufdeckte, dass mit der Kolonie gar kein Handel betrieben wurde, sondern die Schiffe, die in die Kolonie fuhren, praktisch nur mit Waffen und Munition beladen waren.
Morel initiierte in der Folge die erste internationale Menschenrechtsbewegung und erreichte besonders in Großbritannien und den USA ein großes Echo der Empörung. Fotografien führten das Ausmaß der Unterdrückung eindrücklich vor Augen. Aufnahmen von Schwarzen mit abgehackten Händen oder Füßen machten daraufhin in Europa und den USA die Runde. 1903 entsandte Großbritannien den Diplomaten Roger Casement in den Kongo, um die Anschuldigungen gegen Leopold II. und sein Regime zu untersuchen. Sein Bericht bestätigte sämtliche Vorwürfe Morels.
Um internationalem und nationalem Druck (in Belgien war Leopold II. unbeliebt) zu begegnen, berief der König eine internationale Kommission, welche im Winter 1904/05 den Kongo bereiste. Ihr gehörten als Präsident der belgische Staatsanwalt Edmond Janssens, der italienische Anwalt und Baron Giacomo Nisco, zu dieser Zeit interimistischer Präsident des Appellationsgerichts im Kongo, sowie der Schweizer Jurist und Politiker Edmund von Schumacher an. Ihr Bericht war sehr diplomatisch formuliert, enthielt aber eine unüberlesbare Kritik. Schließlich gab der König nach: 1908 trat er den Kongo an den belgischen Staat ab. Die Kolonie erhielt nun den Namen Belgisch-Kongo. Die brutalen Zwangsmaßnahmen wurden sofort unterbunden, die Zwangsarbeit an sich wurde 1910 zumindest offiziell abgeschafft. In der Realität wurden Einheimische weiterhin zur Arbeit gezwungen, wenn auch unter etwas besseren Bedingungen.

## Auswirkungen und Bewertung
Durch die staatliche Verwaltung verbesserte sich allmählich die Situation der einheimischen Bevölkerung. Jedoch wurde trotz des juristischen Verbots die Zwangsarbeit zunächst weiter geduldet. Äußere Umstände bildeten den Hauptgrund für die Veränderungen: Der Großteil der Kautschukbäume war abgeholzt, und die in der Karibik und in Asien angelegten Kautschukplantagen konnten mittlerweile genutzt werden.
Um große Teile des eigenen durch die Ausbeutung des Freistaates Kongo erhaltenen Vermögens zu sichern, gründete König Leopold II. am 9. September 1907 die Niederfüllbacher Stiftung. In diese übertrug er aus der früheren Kronstiftung Wertpapiere im damaligen Wert von 40 Millionen Franken sowie Mobiliar und Juwelen im Wert von 1,5 Millionen Franken. Außerdem ging auch sein Baugrund in Niederfüllbach in diese Stiftung ein.
Schon Zeitgenossen schätzten, dass im Kongo-Freistaat die Hälfte der Einwohner durch Zwangsarbeit, Hunger, die Grausamkeit der Verwaltung sowie durch Krankheiten ums Leben gekommen war. In den 20 Jahren zwischen der Kongokonferenz und Mark Twains Pamphlet König Leopolds Selbstgespräch (1905) war die Bevölkerung des Kongo vermutlich von ursprünglich etwa 25 Millionen Einwohnern bereits auf 15 Millionen dezimiert. Twain und andere wiesen zudem darauf hin, dass ohne die zehn Millionen Toten die Bevölkerung in jenen 20 Jahren durch natürlichen Zuwachs 30 Millionen zählen würde, Leopolds Todesbilanz also sogar mit 15 Millionen anzusetzen sei. 1924 ermittelten belgische Behörden schließlich, dass in Belgisch-Kongo nur noch etwa zehn Millionen Einwohner lebten. Zum Zeitpunkt des Endes der belgischen Herrschaft (Unabhängigkeit 1960) waren es 18 Millionen.
Die Kongogräuel „gehören unzweifelhaft zu den größten Verbrechen der modernen Kolonialgeschichte“. Ob sie allerdings ein Völkermord waren, ist trotz der genozidalen Ausmaße der Verbrechen umstritten. Während Micha Brumlik ihn als Genozid oder sogar Holocaust avant la lettre bezeichnet, lehnen andere Autoren diese Bezeichnung ab, weil nicht planmäßig versucht worden sei, ein Volk oder eine bestimmte ethnische Gruppe zu vernichten. Der millionenfache Tod im Kongo sei eine Folge der extremen Ausbeutung gewesen.
Auffällig bei der Nachbetrachtung der Verbrechen sind die drei verschiedenen Phasen, in die diese unterteilt werden können. So entstand mit den Veröffentlichungen von Sheppard, Twain und anderen eine bis dato beispiellose Welle der Empörung über einen amtierenden Monarchen in der Öffentlichkeit. So wurde in internationalen Zeitschriften gar eine Verurteilung Leopolds für die Verbrechen gefordert. International wurden die Taten geächtet, und Leopold geriet schnell in eine politische Drucksituation. Sein Ansehen wandelte sich in dieser Zeit von der Figur des friedlichen und fürsorglichen Vaters des Kongos hin zu dem eines skrupellosen Tyrannen, welcher die Bevölkerung in einem (durch Bilder festgehaltenen) bisher nicht bekannten Ausmaß an Gewalt ausbeutete.
Spätestens jedoch mit den Wirren des Ersten Weltkrieges und der darauffolgenden Weltwirtschaftskrise gerieten die Taten Leopolds mehr und mehr in Vergessenheit.
In dieser zweiten Phase erfüllte sich der Traum des ehemaligen belgischen Königs: Er wurde als Modernisierer und Befreier dargestellt. Ein Beispiel für dieses Vergessen ist, dass bis zur heutigen Zeit in einigen belgischen Schulbüchern Kapitel über die Verbrechen Leopolds fehlen und nur seine Absichten beleuchtet werden. Auch das belgische Kolonialmuseum zeigte bis 2005 keine Informationen über die Verbrechen der Belgier gegenüber der kongolesischen Bevölkerung. Nach dem Umbau, der 2018 abgeschlossen wurde, wurde dies korrigiert.
Die dritte Phase kann als eine Phase des Erinnerns an die Taten bezeichnet werden. Hierbei sei vor allem Adam Hochschild zu nennen, der 1998 mit seiner Veröffentlichung Schatten über dem Kongo die Aufarbeitung der belgischen Kolonialgeschichte erneut anregte.
Im Rahmen der Proteste gegen Rassismus nach dem Tod von George Floyd durch Polizeigewalt (USA, 2020) forderten die Demonstranten die Entfernung von Statuen Leopolds II. in Belgien.

## Zeitgenössische Werke
- Arthur Conan Doyle: The Crime of the Congo. Hutchinson, London 1909. (PDF; 582 kB)
- Edmund Dene Morel: King Leopold’s Rule in Africa. W. Heinemann, London 1904 (online).
- Edmund Dene Morel: Red Rubber. The story of the Rubber Slave Trade which flourished in the Congo for twenty years, 1890–1910. National Labour Press, Manchester 1919 (online).
- Mark Twain: King Leopold’s Soliloquy. A Defense of his Congo Rule. P. R. Warren, Boston 1905. (PDF; 19,2 MB)
- Joseph Conrad: Herz der Finsternis. London 1899.
- William Thomas Stead, John Hobbis Harris: Ought King Leopold to be hanged? In: Review of Reviews September 1905, S. 51 ff. ()
- George Washington Williams, An Open Letter to His Serene Majesty Leopold II, King of the Belgians and Sovereign of the Independent State of Congo By Colonel, The Honorable Geo. W. Williams, of the United States of America, 1890, online

## Film
- Peter Bate: Weißer König, Roter Kautschuk, Schwarzer Tod. Belgien 2004 (Informationen (Memento vom 2. April 2015 im Internet Archive) bei arte => https://www.youtube.com/watch?v=92y3IyhsMCE ).
- Adam Hochschild: Schatten über dem Kongo. Die Geschichte eines großen, fast vergessenen Menschheitsverbrechens. (Deutschland 2008)  => https://www.youtube.com/watch?v=ayPvqCL7UPs